# دون دوبينز
دون دوبينز (بالإنجليزية: Don Dubbins)‏ مواليد 28 يونيو 1928 في بروكلين، نيويورك، الولايات المتحدة - الوفاة 17 أغسطس 1991 في غرينفيل، الولايات المتحدة، هو ممثل أمريكي بدأ مسيرته الفنية سنة 1953. امتدت مسيرته الفنية لأكثر من 38 عاما. من أعماله بيت صغير على المرج ومن هنا إلى الخلود.

## روابط خارجية
- دون دوبينز على موقع IMDb (الإنجليزية)
- دون دوبينز على موقع روتن توميتوز (الإنجليزية)
- دون دوبينز على موقع تيرنر كلاسيك موفيز (الإنجليزية)
- دون دوبينز على موقع أول موفي (الإنجليزية)
- دون دوبينز على موقع إن إن دي بي (الإنجليزية)
- دون دوبينز على موقع قاعدة بيانات الفيلم (الإنجليزية)